# Dainville British Cemetery
Dainville British Cemetery is een Britse militaire begraafplaats met gesneuvelden uit de Eerste Wereldoorlog, gelegen in de Franse gemeente Dainville (Pas-de-Calais). De begraafplaats ligt 750 m ten westen van het gemeentehuis van Dainville en werd ontworpen door William Cowlishaw. Ze is vanaf de weg bereikbaar via een graspad van 125 m. De begraafplaats wordt onderhouden door de Commonwealth War Graves Commission. Er liggen 134 doden begraven.

## Geschiedenis
Tussen maart 1916 en april 1918 werden er in de gemeentelijke begraafplaats van Dainville occasioneel gesneuvelden begraven. Toen het Duitse lenteoffensief in het voorjaar van 1918 op gang kwam en de Commonwealth strijdkrachten dit deel van het front van de Fransen overnamen werd de begraafplaats door de "Burial officer" (officier verantwoordelijk voor het begraven van de gesneuvelden) van de 56e (London) Division gestart om de doden van deze divisie te begraven. In juli 1918 werd ze door de Canadezen overgenomen.
De begraafplaats telt 116 Britten, 15 Canadezen en 3 Duitsers.

## Graven

### Onderscheiden militairen
- Alfred Eden Browne, luitenant-kolonel bij de Royal Field Artillery en Philip Mannock Glasier, luitenant-kolonel bij het London Regiment (Queen's Westminster Rifles) werden onderscheiden met de Distinguished Servic Order (DSO).
- Percy Vere Binns, kapitein bij de Canadian Engineers werd onderscheiden met het Military Cross (MC).
- sergeant Alexander Nimmo Neish en korporaal Richard Charles Hawken, allebei dienend bij het London Regiment werden onderscheiden met de Military Medal (MM).

### Alias
- soldaat Ernest Victor Hix diende onder het alias E.V. Potter bij het London Regiment (Queen Victoria's Rifles).